# Ajuntament Vell de la Bisbal d'Empordà
L'Ajuntament Vell de la Bisbal d'Empordà és una obra del municipi de la Bisbal d'Empordà inclosa en l'Inventari del Patrimoni Arquitectònic de Catalunya.

## Descripció
L'edifici de l'antic ajuntament està situat al carrer de les Mesures i fa cantonada amb el carrer Ample. Té planta rectangular i consta de planta baixa, pis i golfes. La planta baixa presenta obertures rectangulars en ambdues façanes: la porta d'accés, al carrer de les Mesures, es troba emmarcada per una motllura ceràmica molt treballada. Al primer pis hi ha balcons d'obertura rectangular amb motllura ceràmica llisa i baranes de forja; tots ells són individuals, llevat dels angles, que presenten un voladís arrodonit a l'angle. El balcó situat a la part superior de la porta té al damunt un plafó amb l'escut de la Bisbal. Les obertures del segon pis són òculs emmarcats per ceràmica, amb incisions a la motllura exterior. El coronament de l'edifici és també de ceràmica, que simula entaulament i cornisa.

## Història
L'ajuntament Vell és un edifici bastit durant el segle xvi i remodelat en diverses ocasions. Durant el segle passat s'hi van fer intervencions el 1835 i el 1894 (en aquest moment es van decorar els salons amb grans pintures de Bartomeu Ribó i Ferrés), i el segle xx va tenir lloc la darrera reforma a conseqüència de la necessitat creixent d'espai de l'ajuntament i dels Jutjats, institucions que hostatjava l'antic casal. Va ser bastit un nou edifici com a Casa Consistorial i es deixà l'antic com a Jutjat i Arxiu Notarial. L'arquitecte municipal Pelai Martínez va ser l'encarregat de l'obra, realitzada l'any 1928 en estil noucentista.